# B 1903's anlæg
B 1903’s anlæg er et anlæg hvor fodboldklubben B 1903 træner. Anlægget ligger på Lyngbyvejen i Gentofte, hvor også klubbens klubhus ligger.
|  | Denne artikel om en bygning eller et bygningsværk kan blive bedre, hvis der indsættes et (bedre) billede. Du kan hjælpe ved at afsøge Wikimedia Commons for et passende billede eller lægge et op på Wikimedia Commons med en af de tilladte licenser og indsætte det i artiklen. |

55°43′51″N 12°32′55″Ø / 55.73083°N 12.54861°Ø